# Lilin
A Lilin, vagy más néven Lilim, de mondják Lil In-nek is (egyes számban lili) különös teremtmények csoportja az izraelita folklórból. Ők Lilithnek, Ádám első feleségének lányai Samael démontól, akit gyakran azonosítanak a Sátánnal (más források szerint magától Ádámtól származnak). Ők voltaképp mind démonok, szerepük a succubusokéhoz hasonló.
A mitológia szerint Lilith megszökött Ádámtól, és a szabad sorsot választotta még akkor is, mikor az őt felkereső angyalok tudomására hozták, hogy minden nappal, amit Istentől távol tölt, száz gyermeke hal meg.
A lili férfi változata a lilu, a mezopotámiai mitológia démona.

## Továbbélésük napjainkban
Gyakori szereplői a popkultúrának, megjelennek könyvben, képregényekben, szerepjátékban, video játékban.

### Könyv
- Neil Gaiman regénye, a Stardust (1999), amelyben a Lilim egy kis házban, az erdő mélyén élő ősöreg boszorkány-királynő triád a Másvilágról.
- Lilith – A Fekete Hold erósza

### Animáció és film
A Neon Genesis Evangelion népszerű anime sorozatban a hetedik angyal Tabris (Kaworu Nagisa), az emberiségre használja a "Lilim" kifejezést, ezzel jelölve, hogy tulajdonképpen ők is Lilith leszármazottai. Adam és Lilith a sorozatban gigászi ősi lények, akik életet adtak a világnak, újraegyesülésük azonban a világvégét hozza el.

### Zene
Lilin a címe a Danzig zenekar harmadik számának a 6:66 Satan's Child albumon.